# Erlensee
Erlensee è una città tedesca di 15 969 abitanti, situata nel land dell'Assia.

## Amministrazione

### Gemellaggi
- Biggleswade, dal 2000